# Angemme

Exemple d’angemme boutonnée à 6 pétales arrondis.

Terme propre à l'héraldique, une angemme (aussi appelée angenne, angène, angenin ou, à tort, fleur de mélier voire fleur de jasmin) désigne une figure  imaginaire représentant une fleur simple, vue de dessus, le cœur percé et comportant un nombre variable de pétales.
De ce fait, les héraldistes ont produit des définitions parfois contradictoires, laissant aux armoristes une certaine liberté quant à leur représentation visuelle.
Symbole ancien devenu rare, les angennes ont souvent été remplacées par des quartefeuilles, des quintefeuilles voire des roses, aux caractéristiques clairement définies.
|               |               |                 |
| Quartefeuille | Quintefeuille | Rose héraldique |

## Étymologie
L'étymologie du terme « angemme » est sujette à débat.
Certains auteurs le rapprochent à l'italien ingemma (gemme) ou du verbe ingemmare (orner de pierreries), afin de désigner un bijou constitué de broderies, de pierres ou de rubans noués et enroulés que l'on portait dans ses cheveux,,, à la manière d'une broche.

## Descriptions et attributs

### Attributs consensuels
L'angemme est une fleur ne montrant que ses pétales, parfois dénominés comme feuilles. À l'instar de la fleur de lys ou la quartefeuille, elle n'affiche donc aucune tige ni feuillage.
Par défaut, une angemme est percée et laisse voir ce qui est dessous, raison pour laquelle, lorsque percées, les tiercefeuilles, quartefeuilles et quintefeuilles sont d'ailleurs dites angemmées,. Néanmoins, comme la plupart des autres meubles, l'angemme est dite boutonnée lorsque son cœur est d'une couleur différente du meuble sur lequel elle est positionnée.

### Nombre de pétales
De manière générale, les angemmes peuvent avoir entre 4 et 10 pétales ou feuilles, mais nombreux sont les spécialistes à donner un nombre plus précis.
Parmi eux, Charles de Grandmaison, Victor Morin et Pierre-Barthélemy Gheusi attribuent 4 pétales aux angemmes,,, tandis que Claude-François Ménestrier, Simon de Boncourt et Jouffroy d'Eschavannes leur attribuent 5 feuilles,,.
Pierre Palliot et Victor Bouton considèrent quant à eux que la fleur a 6 pétales, bien qu'ils admettent une exception pour la famille de Tancarville qui aurait selon eux porté des angennes à 5 pétales,, mais ils ont été rectifiés par Ludovic de Magny et Amédée de Foras qui attribuent tous deux à cette famille des fleurs à 6 pétales également,. De même, Louis-Adolphe Duhoux d'Argicourt définit l'angemme comme une fleur à 6 feuilles.
Enfin, d'après Jean-François Demange, l'angemme est dotée d'un nombre pair de pétales, de 4 à 8, présentés comme d'égale occurence.

### Forme des pétales
Trois courants principaux se dégagent quant à la forme des feuilles ou pétales de cette fleur chimérique.
Une partie des héraldistes, dont Morin et de Grandmaison, les décrivent proches de la rose, mais avec un pétale de moins, passant de 5 à 4 unités,. Ces auteurs conçoivent également l'angemme comme une fleur artificielle imitant une rose, mais constituée de broderies, de rubans et de perles,.
D'autres la rapprochent plutôt des quartefeuilles et quintefeuilles, auxquelles on aurait tronqué les pétales de moitié et arrondis simplement,,,,.
Une dernière partie définit cependant des pétales longs et affinés, à l'extrémité relativement pointue en comparaison aux deux premières représentations. D'autres, probablement à tort[réf. nécessaire], vont plus loin en proposant des pétales détachés de leur pistil (ou bouton).

### Recommendations
Afin de pallier ces disparités, il convient donc de préciser dans un blasonnement la forme ainsi que le nombre de pétales attribués à ce meuble.
Certains auteurs, dont Jean-Baptiste Rietstap ou plus récemment Jean-Paul Fernon, tendent même à ignorer ce meuble au profit des quartefeuilles et quintefeuilles. Après tout, il est important de rappeler que l'angemme se veut de représenter un objet ou une fleur qui n'existe pas, ou du moins plus à notre époque.

## Représentations

### Angemmes à pétales arrondis
|          |   |   |   |   |   |   |    |
| nombre : | 4 | 5 | 6 | 7 | 8 | 9 | 10 |

### Angemmes à pétales pointus
|          |   |   |   |   |   |   |    |
| nombre : | 4 | 5 | 6 | 7 | 8 | 9 | 10 |

## Galerie d'exemples

### Armes familiales
| Blason | Nom de la famille et blasonnement |
| ------ | --- |
|        | Tancarville (de) (orig. Normandie) De gueules à un écusson d’argent, accompagné de huit angennes d’or, ordonnées en orle. Remarque : On trouve également des versions avec des angennes à 5 pétales. |

### Armes institutionnelles
| Blason | Nom de la commune et blasonnement |
| ------ | --- |
|        | Availles-sur-Seiche (Bretagne) D’argent à l’arbre de sinople soutenu d'une rivière du champ, agitée de sable, sommée d’un filet ondé de sinople et mouvant de la pointe ; au chef abaissé de sinople, chargé d’une pomme feuillée d’argent accostée de deux angemmes du même, surmonté de vingt-et-une mouchetures d’hermine de sable. Remarque : La commune utilise des angemmes à 5 pétales arrondis sans le blasonner.       |
|        | Ballots (Pays de la Loire) D’azur à trois angemmes d’or boutonnées du même. Remarque : La commune utilise des angemmes à 5 pétales arrondis sans le blasonner. Des versions avec des roses ou des quintefeuilles existent également. |
|        | Épretot (Normandie) Écartelé : au 1er d'argent à l’arbre de sinople, aux 2e et 3e de gueules plain, au 4e d’argent à la botte de sable ; à la barre d’or brochant sur le tout, chargée d’une cloche de gueules, posée à plomb, bataillée d’azur et accompagnée de deux angemmes du même. Remarque : La commune utilise des angemmes à 5 pétales arrondis sans le blasonner.                                                     |
|        | Mus (Occitanie) De sinople aux trois barres de sable, au chat-huant d’argent becqué et membré d’or, au canton senestre chargé d’une angemme aussi d’or[réf. nécessaire]. |
|        | Saint-Antoine-la-Forêt (Normandie) D’or à la fasce dentelée d’azur chargée d’un lion naissant d’argent, accompagnée en chef de deux angennes boutonnées de gueules et en pointe d’une croisette ancrée du même. Remarque : La commune a parfois utilisé, sans le blasonner, des roses boutonnées de gueules. |
|        | Saint-Pierre-de-Manneville (Normandie) D’or à la bande ondée d’azur, accompagnée en chef d’une grappe de raisin de gueules, tigée et feuillée de sinople et en pointe d’un sapin arraché du même, au chef de gueules chargé de trois angennes d’argent. Remarque : La commune utilise des angennes boutonnées à 5 pétales fins sans le blasonner. Note : Ces angennes sont une référence à celles de la famille de Tancarville. |
|        | Secondigny (Nouvelle-Aquitaine) De gueules à trois chevrons d’or accompagnés en chef de deux angemmes d’argent. Remarque : La commune utilise, sans le blasonner, des angemmes boutonnées à 5 pétales arrondis sans aucun bouton apparent. |
|        | Tancarville (Normandie) De gueules à l’écusson d’or chargé d’un chêne de sinople, accompagné de huit angennes d’argent ordonnées en orle. Remarque : La commune utilise, sans le blasonner, des angennes boutonnées à 5 pétales arrondis sans aucun bouton apparent. Note : Ces angennes sont une référence à celles de la famille de Tancarville.                                                                              |

### Sources des blasonnements
1. ↑  Armorial de Rietstap, t. II, p. 881
2. ↑  « Blason d'Availles-sur-Seiche (Ille-et-Villaine) », sur armorialdefrance.fr (consulté le 1er août 2025).
3. ↑  « Blason de Ballots (Mayenne) », sur armorialdefrance.fr (consulté le 1er août 2025).
4. ↑  « Blason d'Épretot (Seine-Maritime) », sur armorialdefrance.fr (consulté le 1er août 2025).
5. ↑  « Blason de Saint-Antoine-la-Forêt (Seine-Maritime) », sur armorialdefrance.fr (consulté le 1er août 2025).
6. ↑  « Blason de Saint-Pierre-de-Manneville (Seine-Maritime) », sur armorialdefrance.fr (consulté le 1er août 2025).
7. ↑  « Blason de Secondigny (Deux-Sèvres) », sur armorialdefrance.fr (consulté le 1er août 2025).
8. ↑  « Blason de Tancarville (Seine-Maritime) », sur armorialdefrance.fr (consulté le 1er août 2025).